# Fourberie de Douai
La fourberie de Douai, ou l’affaire du faux-Arnauld, est un épisode de la controverse à laquelle se livrèrent les jésuites et les jansénistes au XVIIe siècle.
Quand Louis XIV conquiert Douai en 1667, il dote largement son université, ruinée par la guerre, mais se heurta à des résistances liées au gallicanisme. 
Lors de l'affaire de la régale, les professeurs de théologie de Douai refusèrent d'accepter la Déclaration des quatre articles et furent cassés. Pour les remplacer, on ne trouva que des jansénistes. 
Afin de les écarter, une obscure machination fut montée, dont l'exécutant était un secrétaire de l'évêque de Namur. Les jésuites de Douai y jouèrent sans doute un rôle non négligeable, et Versailles semble avoir soutenu, voire commandité le projet. 
Le stratagème consistait en une mystification basée sur des fausses lettres d'Antoine Arnauld alors exilé à Bruxelles, et visait à confondre les professeurs jansénistes afin de les obliger à dévoiler leurs sentiments. Il aboutit à l'éviction de plusieurs maîtres : l'affaire fut dévoilée devant l'université et les principaux dupes reçurent des lettres de cachet pour le Carême de 1692, dont François Delaleu, docteur et professeur à la faculté de théologie de Douai et régent du Collège du Roi à Douai, et Philippe Rivette, docteur et professeur de théologie à Douai.